# Em van fer un criminal
Em van fer un criminal (títol original: They Made Me a Criminal) és una pel·lícula dramàtica de crim estatunidenca de 1939 dirigida per Busby Berkeley i protagonitzada per John Garfield i Claude Rains. És un remake de la pel·lícula The Life of Jimmy Dolan (1933). Parts de la pel·lícula es van rodar a la vall de Coachella a Califòrnia. Està doblada al català.

## Argument
Un campió de boxa, que es creu que va cometre un assassinat mentre estava borratxo, s'amaga i troba la redempció en un refugi per a joves delinqüents.

## Repartiment
- John Garfield com Johnnie Bradfield
- Claude Rains com Det. Monty Phelan
- Ann Sheridan com Goldie West
- Barbara Pepper com Budgie
- May Robson com avia Rafferty
- Gloria Dickson com Peggy
- Ward Bond com Lenihan
- William B. Davidson com cap dels detectius
- Robert Gleckler com Doc Ward